# ジョルダン・オソリオ
ジョルダン・エルナンド・オソリオ・パレデス（Yordan Hernando Osorio Paredes  ,  1994年5月10日 - ）は、ベネズエラ・バリナス州バリナス出身のプロサッカー選手。ベネズエラ代表。パルマ・カルチョ1913に所属している。ポジションはDF。

## 来歴
2014年4月にサモラFCでプロデビュー。2017年シーズン途中まで主力として活躍した後、同年にプリメイラ・リーガのCDトンデラに移籍。更に同チームで22試合3得点を記録した後、2018年1月30日にはFCポルトに移籍。2022年までの契約を結んだ。
2020年10月5日、パルマ・カルチョ1913と4年契約を締結した。

## 代表歴
2017年にベネズエラ代表デビューを果たした。

## タイトル
FCポルト
- プリメイラ・リーガ:2017-18